# Горицвет апеннинский
Горицвет апеннинский, или горицвет сибирский (лат. Adónis apennina) — вид многолетних травянистых растений из рода Адонис семейства Лютиковые. Используется как лекарственное растение; выращивается и как декоративное растение.

## Синонимы
В синонимику вида входят следующие названия:
- Adonanthe apennina (L.) Sennikov
- Adonanthe sibirica (Patrin ex DC.) Spach
- Adonis apennina var. dahurica Ledeb.
- Adonis apennina var. sibirica (Patrin ex DC.) Ledeb.
- Adonis apennina subsp. sibirica (Patrin ex DC.) Korsh.
- Adonis ircutiana Fisch. ex DC.
- Adonis sibirica Patrin ex Ledeb. (1824)[5]
- Adonis vernalis var. mentzelii DC.
- Adonis vernalis var. sibirica Patrin ex DC.
- Chrysocyathus sibiricus (Patrin ex DC.) Holub

## Ботаническое описание
Корневище толстое, короткое. Стебли в начале цветения 20—30 см высоты, позднее до 60 см, гладкие. Листья крупные дважды-триждыперистораздельные, в очертании овальные или треугольные. Доли листьев ланцетовидные. Цветки крупные, 4—6 см в поперечнике, интенсивно жёлтые, лепестки обратнояйцевидные или округлые 20—30 мм длины и 10—15 мм ширины. Плодики коротко опушённые, около 4,5 мм длины и 4 мм ширины, с коротким книзу загнутым носиком. Цветёт в конце мая и в июне, плодоносит в июне — июле.

## Распространение и экология
Произрастает в европейской части России (Двинско-Печорский, Волжско-Камский, Заволжский районы), в Западной Сибири (Обский (юг), Верхне-Тобольский, Иртышский, Алтайский районы), в Восточной Сибири (Енисейский (крайний юг), Лено-Колымский, Ангаро-Саянский, Даурский районы), в Средней Азии (Джунгаро-Тарбагатайский район). В Якутии по рекам Лене, Амге и Вилюю продуктивность зарослей 30—45 кг/га, в Тувинской АССР — 15—114 кг/га.
Растёт на лесных опушках, светлых лесах, реже на принадлежащих им суходольных лугах.
Вид включен в красные книги Амурской, Вологодской, Иркутской, Кировской, Курганской и Читинской областей, республик Бурятия, Коми и Удмуртия.

## Значение и применение
Согласно одному источнику маралами не поедается. По другому поедается удовлетворительно.

### Лекарственные свойства
При недостатке сырья горицвета весеннего используется вместо него, но обладает меньшей биологической активностью. В лечебных целях используется надземная часть растения. Растение содержит алкалоиды (0,05 %). В надземной части обнаружены карденолиды (строфантин, конваллотоксин, цимарин, К-строфантин-бета, адонитоксин), витамин C, флавоноиды (ориентин, адонивернит).
На Алтае настой травы употребляется при головокружении. Настой травы оказывает выраженное седативное действие.
Тибетская медицина настой травы использует при бронхитах и женских заболеваниях.
В России настой травы применяется при сердечных, нервных и желудочных заболеваниях. В зависимости от места произрастания кардиотоническая активность сырья колеблется и составляет в Башкирии 6,8—23,9 КЕД, в Свердловской области 21,4 КЕД, в Иркутской области 1,2 КЕД.